# Oscar Orías
Oscar Orías (Jujuy, 4 de agosto de 1905 - Córdoba, 4 de junio de 1955) fue un médico y fisiólogo argentino. Fue autor de la obra Registro e interpretación de la actividad cardíaca, un libro de gran difusión en América. Fue uno de los fundadores y el primer director del Instituto de Investigaciones Médicas, actualmente Instituto de Investigación Médica Mercedes y Martín Ferreyra.

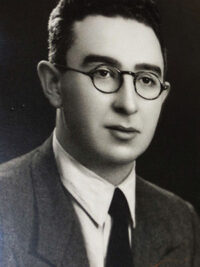
Fotografía de Óscar Orías

## Biografía
Oscar nació en la provincia de Jujuy el 4 de agosto de 1905. Estudió Medicina en la Universidad de Buenos Aires y obtuvo su Doctorado en 1928. Su carrera en Fisiología inició en 1926, cuando fue designado ayudante en un Instituto donde se estudiaba dicha ciencia.
Entre 1932 y 1935 fue beneficiado con una beca de la Fundación Rockefeller. En 1935, con treinta años, fue designado profesor de Fisiología en la Universidad Nacional de Córdoba por una recomendación de Bernardo Alberto Houssay. Su llegada supuso un cambio de paradigma en lo que se refiere a la ciencia médica en Córdoba. En sus primeros años en esta provincia, escribió algunos de sus libros más conocidos, como Registro e interpretación de la actividad cardíaca (1933).
En 1946 funda, junto a discípulos y colaboradores, el Instituto de Investigaciones Médicas, del cual se convierte en primer director. Este centro recibe actualmente el nombre de «Instituto de Investigación Médica Mercedes y Martín Ferreyra».
El 4 de junio de 1955, Oscar Orías falleció súbitamente en Córdoba.
La Cátedra de Fisiología Humana de la Facultad de Ciencias Médicas de la Universidad Nacional de Córdoba desarrolla sus actividades de docencia e investigación en el Instituto de Fisiología "Profesor Dr. Oscar Orías" que preside la Profesora y Doctora Ana Carolina Martini.  

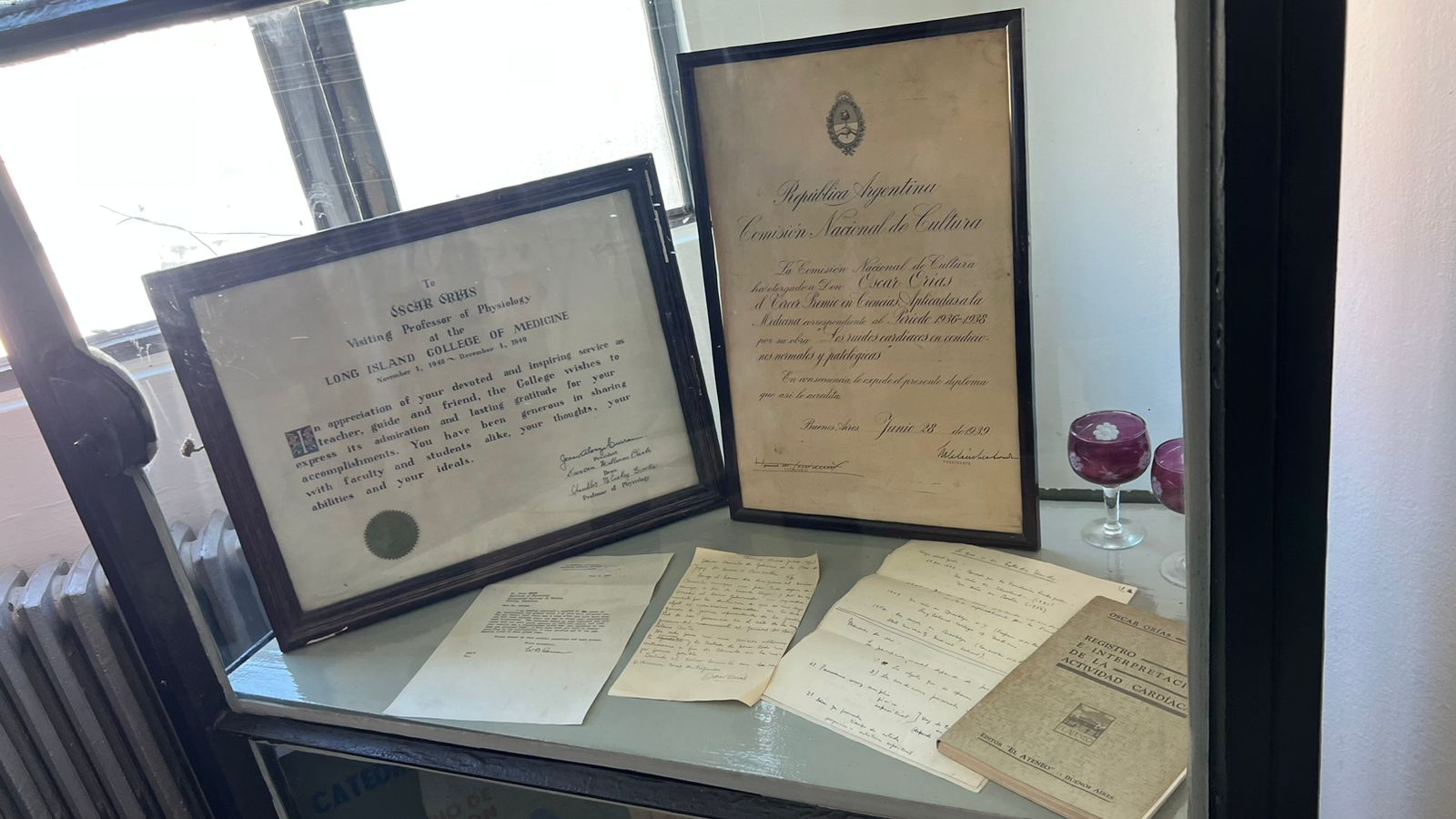
Postales de la época.

## Obras
- Registro e interpretación de la actividad cardíaca (1933)
- Ruidos del corazón en condiciones normales y patológicas (1937)
- La citología vaginal humana en condiciones normales y patológicas (1947)